# Hatsukaichi
Hatsukaichi (廿日市市, Hatsukaichi-shi) est une municipalité ayant le statut de ville dans la préfecture d'Hiroshima, au Japon.

## Géographie

### Situation

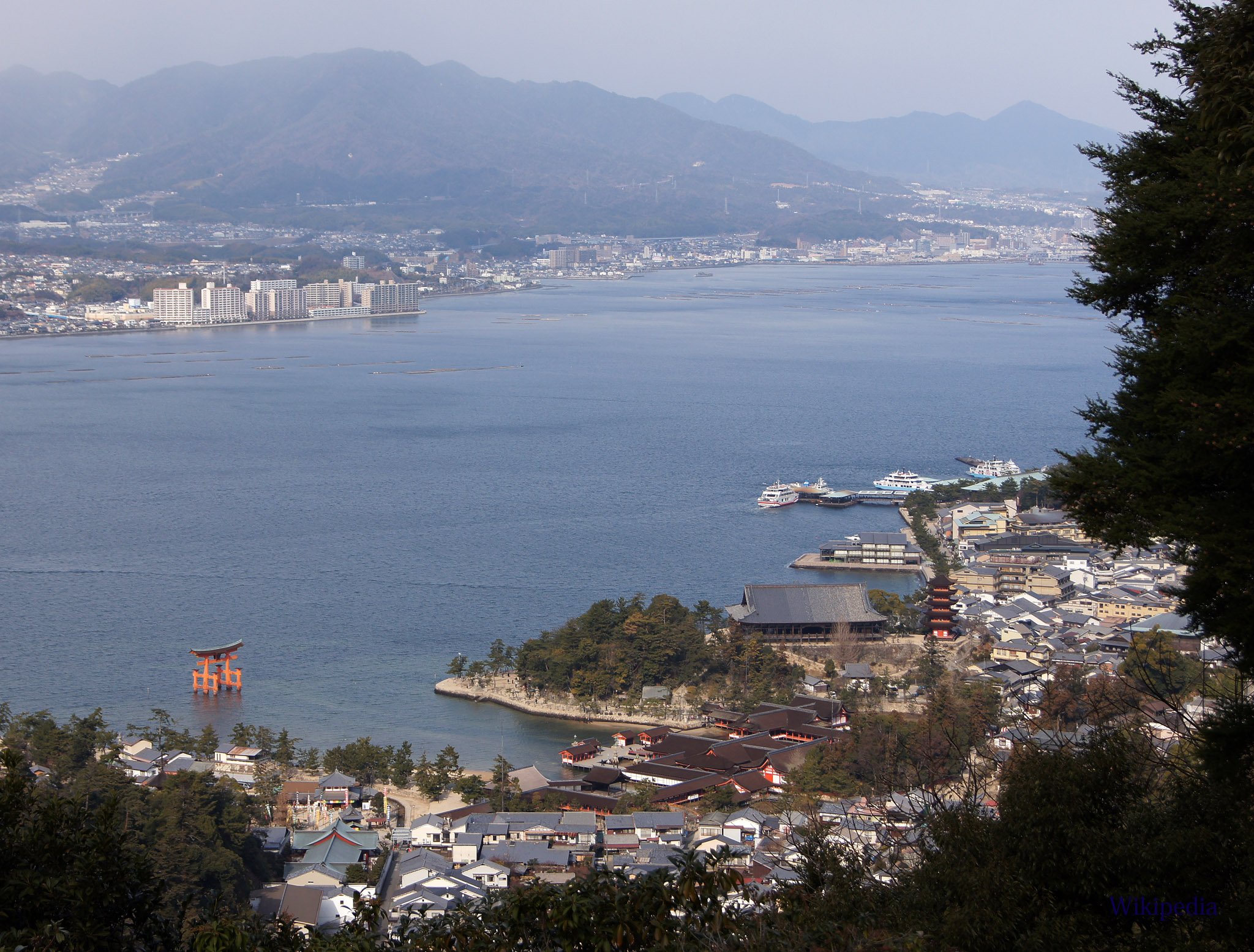
Vue de Hatsukaichi avec au premier plan l'île d'Itsuku.

Hatsukaichi est située dans l'ouest de la préfecture d'Hiroshima, au bord de la mer intérieure de Seto. L'île d'Itsuku (Miyajima) est située au sud.
Le mont Kanmuri (1 339 m), se trouve sur le territoire de la ville.

### Municipalités limitrophes
| Masuda  | Masuda      | Akiōta                 |
| Iwakuni | Hatsukaichi | Hiroshima              |
| Iwakuni | Ōtake       | mer intérieure de Seto |

### Démographie
En mai 2019, la population de Hatsukaichi était de 117 333 habitants, répartis sur une superficie de 489,48 km2.

### Climat
| Mois                                             | jan.       | fév.       | mars      | avril     | mai       | juin     | jui.      | août      | sep.     | oct.      | nov.      | déc.       | année      |
| ------------------------------------------------ | ---------- | ---------- | --------- | --------- | --------- | -------- | --------- | --------- | -------- | --------- | --------- | ---------- | ---------- |
| Température minimale moyenne (°C)                | −2,9       | −2,6       | −0,1      | 4,6       | 9,9       | 15,4     | 20,1      | 20,6      | 16,2     | 9,2       | 3,2       | −1,2       | 7,7        |
| Température moyenne (°C)                         | 1,5        | 2,4        | 5,9       | 11,4      | 16,5      | 20,3     | 24,2      | 25        | 21       | 14,8      | 8,8       | 3,5        | 12,9       |
| Température maximale moyenne (°C)                | 6,7        | 8,1        | 12,2      | 18,1      | 23,1      | 25,8     | 29,3      | 30,7      | 26,9     | 21,3      | 15,3      | 9,2        | 18,9       |
| Record de froid (°C) date du record              | −11,7 1990 | −13,7 1981 | −8,4 1984 | −4,8 1995 | −0,7 1980 | 5,8 1981 | 10,5 1982 | 12,5 2005 | 3,3 1987 | −2,2 1986 | −4,6 1979 | −10,6 1980 | −13,7 1981 |
| Record de chaleur (°C) date du record            | 17,2 1989  | 19,8 2021  | 22,8 2013 | 29,1 2004 | 31,5 2014 | 33 2020  | 37,4 1994 | 36,7 2013 | 35 2010  | 29,4 2019 | 23,9 2011 | 19,5 2018  | 37,4 1994  |
| Ensoleillement (h)                               | 116,9      | 127,6      | 165       | 189,2     | 210       | 143,3    | 149,8     | 183,3     | 151,9    | 167,6     | 142,2     | 124,5      | 1 874      |
| Précipitations (mm)                              | 64,5       | 80,4       | 144,6     | 180       | 212,1     | 270      | 343       | 189,8     | 210,8    | 116,7     | 82        | 69,8       | 1 948,7    |
| Nombre de jours avec précipitations              | 8,6        | 9,6        | 11        | 10        | 9,4       | 12,6     | 12,3      | 10        | 10       | 7,2       | 7,7       | 8,9        | 117,6      |
| dont nombre de jours avec précipitations ≥ 10 mm | 2,3        | 3          | 4,6       | 5,1       | 5,4       | 7        | 7,5       | 4,6       | 5,1      | 3,2       | 2,9       | 2,5        | 52,9       |

| Diagramme climatique                                  |             |               |            |              |             |             |               |               |              |           |             |
| J                                                     | F           | M             | A          | M            | J           | J           | A             | S             | O            | N         | D           |
| 6,7−2,964,5                                           | 8,1−2,680,4 | 12,2−0,1144,6 | 18,14,6180 | 23,19,9212,1 | 25,815,4270 | 29,320,1343 | 30,720,6189,8 | 26,916,2210,8 | 21,39,2116,7 | 15,33,282 | 9,2−1,269,8 |
| Moyennes : • Temp. maxi et mini °C • Précipitation mm |             |               |            |              |             |             |               |               |              |           |             |

## Histoire
Le bourg de Hatsukaichi est officiellement fondé le 1er avril 1889. Il obtient le statut de ville le 1er avril 1988.
En 2003, le bourg de Saeki et le village de Yoshiwa fusionnent avec Hatsukaichi. En 2005, les bourgs de Miyajima et d'Ōno sont intégrés à la ville.

## Culture locale et patrimoine
- Itsukushima-jinja
- Château de Miyao

## Transports
La ville est desservie par la ligne principale Sanyō de la JR West, et par la ligne 2 du tramway d'Hiroshima.

## Jumelage
Hatsukaichi est jumelée avec :
- Le Mont-Saint-Michel (France) depuis 2009[4]
- Masterton (Nouvelle-Zélande)
- Comté d'Hawaï (États-Unis)